# PGC 1363949
LEDA/PGC 1363949 ist eine Galaxie im Sternbild Fische auf der Ekliptik. Sie ist schätzungsweise 728 Millionen Lichtjahre von der Milchstraße entfernt und hat einen Durchmesser von etwa 115.000 Lichtjahren. Vom Sonnensystem aus entfernt sich das Objekt mit einer errechneten Radialgeschwindigkeit von näherungsweise 16.200 Kilometern pro Sekunde.
Im selben Himmelsareal befinden sich unter anderem die Galaxien NGC 489, NGC 518, PGC 4994, PGC 1361437.